# Gary Medel
Gary Alexis Medel Soto (phát âm tiếng Tây Ban Nha:  [ˈɡaɾi meˈðel]; sinh ngày 3 tháng 8 năm 1987) là một cầu thủ bóng đá chuyên nghiệp người Chile chơi cho câu lạc bộ Bologna của Ý với tư cách là một tiền vệ phòng ngự. Tuy nhiên, anh cũng có thể chơi như một hậu vệ, và thậm chí đã được triển khai như một trung vệ trong suốt sự nghiệp, cũng như ở hàng tiền vệ. [5] Medel đã chơi bóng đá cho câu lạc bộ với một số đội bóng ở nhiều quốc gia, bắt đầu với đội bóng Chile là Universidad Católica, và sau đó chơi cho câu lạc bộ Argentina, Boca Juniors, Tây Ban Nha, Sevilla, Premier League chơi cho Cardiff City và Inter Milan của Ý, trước khi chuyển đến Beşiktaş ở Thổ Nhĩ Kỳ vào năm 2017. Sau đó, anh ấy đã trở lại Ý và gia nhập Bologna FC 1909 vào năm 2019.

## Thống kê sự nghiệp

### Câu lạc bộ
Tính đến ngày 23 tháng 5 năm 2021
| Câu lạc bộ           | Mùa giải            | Hạng                       | Giải đấu | Giải đấu | Cúp quốc gia | Cúp quốc gia | Châu lục | Châu lục | Tổng cộng | Tổng cộng |
| Câu lạc bộ           | Mùa giải            | Hạng                       | Trận     | Bàn      | Trận         | Bàn          | Trận     | Bàn      | Trận      | Bàn       |
| -------------------- | ------------------- | -------------------------- | -------- | -------- | ------------ | ------------ | -------- | -------- | --------- | --------- |
| Universidad Católica | 2008                | Chilean Primera División   | 28       | 4        | 0            | 0            | 0        | 0        | 28        | 4         |
| Universidad Católica | 2009                | Chilean Primera División   | 13       | 1        | 0            | 0            | 6        | 0        | 19        | 1         |
| Universidad Católica | Tổng cộng           | Tổng cộng                  | 41       | 5        | 0            | 0            | 6        | 0        | 47        | 5         |
| Boca Juniors         | 2009–10             | Argentine Primera División | 29       | 7        | 0            | 0            | 2        | 0        | 31        | 7         |
| Boca Juniors         | 2010–11             | Argentine Primera División | 17       | 0        | 0            | 0            | 0        | 0        | 17        | 0         |
| Boca Juniors         | Tổng cộng           | Tổng cộng                  | 46       | 7        | 0            | 0            | 2        | 0        | 48        | 7         |
| Sevilla              | 2010–11             | La Liga                    | 15       | 0        | 1            | 0            | 2        | 0        | 18        | 0         |
| Sevilla              | 2011–12             | La Liga                    | 31       | 2        | 4            | 0            | 2        | 0        | 37        | 2         |
| Sevilla              | 2012–13             | La Liga                    | 32       | 6        | 7            | 1            | —        | —        | 39        | 7         |
| Sevilla              | Tổng cộng           | Tổng cộng                  | 78       | 8        | 12           | 1            | 4        | 0        | 94        | 9         |
| Cardiff City         | 2013–14             | Premier League             | 34       | 0        | 1            | 0            | —        | —        | 35        | 0         |
| Inter Milan          | 2014–15             | Serie A                    | 35       | 0        | 2            | 0            | 7        | 0        | 44        | 0         |
| Inter Milan          | 2015–16             | Serie A                    | 30       | 1        | 4            | 0            | —        | —        | 34        | 1         |
| Inter Milan          | 2016–17             | Serie A                    | 26       | 0        | 2            | 0            | 3        | 0        | 31        | 0         |
| Inter Milan          | Tổng cộng           | Tổng cộng                  | 91       | 1        | 8            | 0            | 10       | 0        | 109       | 1         |
| Beşiktaş             | 2017–18             | Süper Lig                  | 25       | 1        | 7            | 0            | 8        | 0        | 40        | 1         |
| Beşiktaş             | 2018–19             | Süper Lig                  | 24       | 0        | 0            | 0            | 11       | 0        | 35        | 0         |
| Beşiktaş             | 2019–20             | Süper Lig                  | 2        | 0        | 0            | 0            | 0        | 0        | 2         | 0         |
| Beşiktaş             | Tổng cộng           | Tổng cộng                  | 51       | 1        | 7            | 0            | 19       | 0        | 77        | 1         |
| Bologna              | 2019–20             | Serie A                    | 23       | 0        | 1            | 0            | —        | —        | 24        | 0         |
| Bologna              | 2020–21             | Serie A                    | 11       | 0        | 1            | 0            | —        | —        | 12        | 0         |
| Bologna              | Tổng cộng           | Tổng cộng                  | 34       | 0        | 2            | 0            | 0        | 0        | 36        | 0         |
| Tổng cộng sự nghiệp  | Tổng cộng sự nghiệp | Tổng cộng sự nghiệp        | 374      | 22       | 30           | 1            | 41       | 0        | 446       | 23        |

### Quốc tế
| Chile     |      |     |
| Năm       | Trận | Bàn |
| 2007      | 2    | 0   |
| 2008      | 10   | 2   |
| 2009      | 9    | 1   |
| 2010      | 7    | 0   |
| 2011      | 13   | 1   |
| 2012      | 5    | 0   |
| 2013      | 12   | 1   |
| 2014      | 13   | 1   |
| 2015      | 14   | 1   |
| 2016      | 12   | 0   |
| 2017      | 12   | 0   |
| 2018      | 7    | 0   |
| 2019      | 10   | 0   |
| 2021      | 15   | 0   |
| 2022      | 11   | 0   |
| 2023      | 9    | 0   |
| Tổng cộng | 161  | 7   |

### Bàn thắng quốc tế
Bàn thắng và kết quả của Chile được để trước
| #  | Ngày                 | Địa điểm                                       | Đối thủ | Bàn thắng | Kết quả | Giải đấu                 |
| -- | -------------------- | ---------------------------------------------- | ------- | --------- | ------- | ------------------------ |
| 1. | 15 tháng 6 năm 2008  | Sân vận động Hernando Siles, La Paz, Bolivia   | Bolivia | 1–0       | 2–0     | Vòng loại World Cup 2010 |
| 2. | 15 tháng 6 năm 2008  | Sân vận động Hernando Siles, La Paz, Bolivia   | Bolivia | 2–0       | 2–0     | Vòng loại World Cup 2010 |
| 3. | 29 tháng 5 năm 2009  | Fukuda Denshi Arena, Chiba, Nhật Bản           | Bỉ      | 1–1       | 1–1     | Kirin Cup 2009           |
| 4. | 11 tháng 10 năm 2011 | Sân vận động Monumental, Santiago, Chile       | Perú    | 3–0       | 4–2     | Vòng loại World Cup 2014 |
| 5. | 15 tháng 10 năm 2013 | Sân vận động Quốc gia Chile, Santiago, Chile   | Ecuador | 2–0       | 2–1     | Vòng loại World Cup 2014 |
| 6. | 10 tháng 10 năm 2014 | Sân vận động Elías Figueroa, Valparaíso, Chile | Perú    | 2–0       | 3–0     | Giao hữu                 |
| 7. | 19 tháng 6 năm 2015  | Sân vận động Quốc gia Chile, Santiago, Chile   | Bolivia | 4–0       | 5–0     | Copa América 2015        |